# لوسي إدواردز
لوسي إدواردز هي دبلوماسية كندية، ولدت في 1954 في أوتاوا في كندا.